# Армутлук (село)
Армутлу́к (укр. Армутлук, крымскотат. Armutlıq, Армутлыкъ) — исчезнувшее село в Кировском районе Республики Крым, располагавшееся на юге района, на границе Феодосийского горсовета, у подножия хребта Армутлук Главной гряды Крымских гор, примерно в 3,5 км к западу от современного села Наниково.

## История
Впервые в исторических документах встречается в «…Памятной книжке Таврической губернии на 1902 год», согласно которой в деревне Арматаук, входившей в Отузское сельское общество Салынской волости Феодосийского уезда, числился 101 житель в 26 домохозяйствах. По Статистическому справочнику Таврической губернии. Ч.II-я. Статистический очерк, выпуск пятый Феодосийский уезд, 1915 год, в селе Армутлук Салынской волости Феодосийского уезда числилось 6 дворов (все дворы с землёй) с греческим населением в количестве 44 человек приписных жителей, из которых 19 мужчин и 25 женщин. Жители владели 821 десятинами удобной земли. В хозяйствах имелось 18 лошадей, 24 вола, 12 коров и 220 голов овец, свиней, или коз.
После установления в Крыму Советской власти, по постановлению Крымревкома от 8 января 1921 года была упразднена волостная система и село вошло в состав вновь созданного Старо-Крымского района Феодосийского уезда, а в 1922 году уезды получили название округов. 11 октября 1923 года, согласно постановлению ВЦИК, в административное деление Крымской АССР были внесены изменения, в результате которых округа ликвидировались и Старо-Крымский район стал самостоятельной административной единицей. Декретом ВЦИК от 04 сентября 1924 года «Об упразднении некоторых районов Автономной Крымской С. С. Р.» в октябре 1924 года район был включён в Феодосийский и село включили в его состав. Согласно Списку населённых пунктов Крымской АССР по Всесоюзной переписи 17 декабря 1926 года, в селе Армутлук, Коктебельского сельсовета Феодосийского района, числилось 12 дворов, из них 11 крестьянских, население составляло 60 человек, из них 58 греков и 2 болгарина. 15 сентября 1931 года Феодосийский район упразднили, и село вновь оказалось в составе Старо-Крымского района. Армутлук, как некрупное поселение, обозначен на мелкомасштабной (5-километровке) карте 1938 года. Видимо, было разрушено в 1943 году, наряду с селами Имарет и Бакаташ, и более не возрождалось.